# (1408) Trusanda
(1408) Trusanda ist ein Asteroid des Hauptgürtels, der am 23. November 1936 vom deutschen Astronomen Karl Wilhelm Reinmuth in Heidelberg entdeckt wurde.
Der Asteroid ist nach Trude Hochgesand, einer Bekannten des deutschen Astronomen Heinrich Vogt benannt.